# 面粉大屠杀
面粉大屠杀（Flour Massacre）指的是2024年2月29日以色列入侵加沙地带期间，以色列军方扫射等待领取救助食物的巴勒斯坦难民的事件。事发前大批难民在位于加沙北部拉希德街附近一处物资发放点，等待运载食物的卡车时，以色列军方当场打死118名平民，另有约760人受伤。事件詳情正在調查中； 初步報告顯示，以色列士兵向一大群巴勒斯坦人或其附近開槍，引起大規模恐慌。 联合国报告称，在希法医院接受治疗的伤员中有“大量受枪伤者”。
以色列和巴勒斯坦對於所發生的事情的說法不同。 加薩衛生部稱該事件為一場大屠殺，造成118人被以色列槍殺， 而以色列官員表示，大部分傷亡是由以色列國防軍鳴槍警告引發的踩踏事件造成的，人群在兩次相關事件中危及以色列國防軍安全。 其他以色列官員表示，他們確實射殺了一些受害者，但補充說，他們相信他們對不到十人的傷亡負有責任。 半島電視台和有线电视新闻网表示，這次襲擊是以色列對尋求人道主義援助的人進行更廣泛襲擊模式的一部分。 倖存者將其描述為一次伏擊，並表示當人們接近援助卡車時，以色列軍隊開火，導致人們逃離槍林彈雨，從而增加了死亡人數 。
該車隊由以色列與當地巴勒斯坦商人聯合組織，旨在向加薩北部提供物資； 卡車由當地商人提供，安全和組織由以色列負責。 事件發生一天前，世界粮食计划署副執行主任卡爾‧斯考（Carl Skau）向联合国安全理事会表示，加薩超過50萬人面臨迫在眉睫的飢荒風險。

## 事件背景
自2007年以来，加沙地带就被以色列方面封锁，物资及人员流动均受到严格限制。2023年10月7日哈马斯武装人员进攻以色列，造成1,000多名以色列平民及士兵死亡后，以色列彻底封锁加沙地区，自10月9日起禁止一切人道主义援助进入。到10月18日，以色列宣布容许联合国救援组织将食物、水及药物送往加沙南部汗尤尼斯西侧的“安全区”。然而物资运送过程中的困难重重，卡车及物资包裹数量飘忽不定，运送物资的车队被以色列国防军击毁，以色列平民与官员阻挡物资进入加沙，以色列国防军指控哈马斯领导层囤积货物、控制物资分发。1月27日，国际法院发布临时保护措施，要求以色列向加沙“能够提供急需的基本服务和人道主义援助”。至2月底，国际特赦组织与人权观察表示以色列没有遵守国际法院的命令。
挪威难民委员会秘书长揚·埃格蘭对获准进入加沙地带的物资数量减少，以及后续引发的混乱表示担忧，称当地居民出于绝望而将物资一抢而空。负责保护援助物资加沙警察被以色列杀害后，外界批判以色列是加沙失序局面的罪魁祸首。根据联合国世界粮食计划署2月27日发布的一份报告，加沙地带有50万人处在饥荒状态，预计情况会持续到2024年5月。多个国际援助组织称加沙北部民众已面临接近饥荒的饥饿程度。医疗官员称当地有大量儿童因营养不良死亡，加沙城内的巴勒斯坦人要靠吃草及动物饲料来维生。2024年2月，只有2,300辆运送物资的卡车进入加沙地带，数量只有1月份的一半，远低于战事开始前的每天500辆。
报道指，在本次事件发生前，以军曾多次向人道主义援助车队及领取物资的难民发动攻击。2024年1月25日，加沙卫生部门称以色列袭击领取物资的难民，造成20人死亡、150人受伤。2月5日，以色列炸毁一辆满载物资向加沙北部进发的卡车。2月6日，以军向等待食物的加沙民众开枪；聯合國人道事務協調廳称此次事件是第五起以军向寻求物资的民众开枪的事件。2月20日，至少一名巴勒斯坦平民在等待接收人道主义援助的时候遇害。半岛电视台2月27日称寻求援助的人们遭遇以色列军队“持续”袭击。本次事件发生的前一天，加沙城医疗消息人士报告称，三人在拉希德街等待救援时死亡。加沙卫生部门称加沙北部已经出现饥荒。
以色列国土政府活动协调员表示一个月来第一批向加沙北部运送食品的车队已于本周出发，事发前一天有31辆卡车进入加沙北部。联合国未参与物资运输的组织工作。加沙记者哈尼·马哈茂德（Hani Mahmoud）表示卡车已抵达加沙北部，但相比当地60万人的需求，运来的物资“杯水车薪”。
事件发生后，以色列国防军发言人表示，在事件发生前的四天时间内，他们一直负责运送援助物资，没有碰到问题，而且以色列没有对向加沙运送的援助物资数量设置任何限制。不过负责人道主义援助的工作人员认为以方“撒谎”。以色列方面表示联合国才是物资缺乏的罪魁祸首，但被联合国人道事务协调厅驳斥。参与以方人道主义援助是私人承包商，联合国人道事务协调厅称他们的活动未经联合国协调。

## 事件经过
根据以色列国防军的说法，大约在早上4点左右，由18至38辆卡车组成的物资救援车队，从埃及—加沙边界的凯雷姆沙洛姆口岸进入加沙地帶。4:30分左右，车队经由以色列国防军戒备的人道走廊，到达位于拉希德街的食物发放点。美联社的报道称还不清楚人道物资的组织方是谁，英国广播公司的报道显示，这段路程的物资护送由以色列国防军负责。根据目击者的陈述，食物送达位于拉希德街的发放点后，大量难民涌向装有食物的卡车，没过多久以色列士兵就开始开枪射击。卡车司机听到枪声后试图逃离，有不少巴勒斯坦难民被卡车碾压。一辆运输物资的卡车被用来运送伤员到希法医院。
根据以色列国防军发言人的说法，在场执勤的以色列士兵和坦克只是对天开枪以示警告，企图阻止难民靠近卡车。但一些巴勒斯坦难民还试图靠近国防军士兵，因此以色列士兵被迫予以还击。以色列方面表示大部分死者的死亡是因踩踏導致，直接被以色列軍隊開槍打死的不會超過10人。事发时太阳还未升起，半岛电视台的记者在远处，能看到士兵枪口里射出的曳光弹在黑夜里划过的轨迹。
当地一名叫叶海亚·马斯里的医生告诉记者，他大约在四点多听到附近有枪声，直到枪声停止他才走出房间。他形容自己赶到现场后，看到几十具尸体，以及大量躺在地上哀嚎的伤者。死者有的头部和颈部中弹当场死亡，有的躯干中弹，地上大量散落的面粉以及混杂的血浆，现场极为血腥。当地记者表示，枪声响起后现场乱了套。半岛电视台的记者报道，事发后以色列陆军的坦克不顾地上躺着的人的死活，直接从上面碾压了过去。

## 调查

### 国际社会
袭击发生当天，国际特赦组织宣布展开调查，并表示“正在对此进行调查，作为其持续记录侵犯巴勒斯坦平民行为的一部分”。法國外交部長斯特凡纳·塞茹尔内表示，“我們將要求解釋，並且需要進行獨立調查。” 美國阻止了聯合國譴責以色列行為的企圖。 歐洲對外事務部表示，許多死傷者是“被以色列軍隊火力擊中”，並呼籲進行獨立調查。 歐盟外交政策負責人何塞普·博雷利辦公室呼籲“對這一悲慘事件進行公正的國際調查”。 聯合國秘書長安东尼奥·古特雷斯建議需要進行獨立調查。

### 以色列国防军
以色列国防军表示，以色列开火造成的伤亡不到十人，大多数的伤亡是由于援助卡车抵达时引发的混乱和踩踏导致。一名以色列国防军军官表示，在南面几百米远的车队尾部，有几十名挤在卡车旁的平民向以色列军队和一辆把守道路的坦克靠近。军队仅向这些危及到士兵的人群开火，而并未向援助车队前方的人群开火。以色列国防军发言人表示，该地区的一名军官下令士兵向空中鸣枪示警，并向继续靠近检查站的人的腿部射击。当被问及人群为何对以色列士兵构成威胁时，以色列国防军发言人彼得·勒纳解释说，任何不顾警告继续靠近以色列军队的人都被视为威胁。
以色列国防军发布的一段无人机视频显示，数千人涌向援助卡车，在卡车抵达拉希德时将其团团围住。以色列国防军表示，有些人正在抢劫卡车上的物质。视频中可见卡车试图穿过人群。以色列国防军表示大多数伤亡是由于踩踏和援助卡车的碾压所致。《纽约时报》报道称，“该视频没有包含音频，是以色列军方用多个片段拼接剪辑而成的，遗漏了人群中许多人开始逃离卡车前的关键时刻，有些人躲在墙后，似乎是在躲避。”经过中断后，视频显示“至少有十几具尸体在现场可见”，其中包括援助卡车和两辆以色列军车。BBC报道称，以色列国防军的视频“不是一个单一的序列”，而是被剪辑成四个部分，前两个部分显示人群在纳布西环岛以南包围卡车，后两个部分显示的是躺在地上一动不动的人，旁边“似乎有以色列军车。”BBC已请求提供完整的视频镜头。

### 巴勒斯坦人權組織
巴勒斯坦人權中心（PCHR）、Al Mezan 和 Al-Haq 三個組織發表聯合聲明，譴責拉希德街的「麵粉屠殺」。他們根據採訪、錄影和聯繫醫務人員總結結論，並表示：
根據我們實地研究人員獲得的初步訊息，2024年2月29日凌晨4點30分左右，駐紮在加沙城西南部的以色列坦克和狙擊手向數千名苦苦等待援助車隊抵達的巴勒斯坦平民開火。 以色列武裝部隊的猛烈射擊持續了大約一個半小時，與此同時，救援卡車通過以色列檢查站進入拉希德街的納布爾西環島(Al-Nabulsi)附近。 數十人登上卡車，搬運麵粉袋和罐頭食品。 持續的槍擊事件隨後造成更多人受傷，並阻礙了救護車和救援隊的及時到達，阻礙了受害者的轉移和充分治療。

### 美国CNN
CNN就面粉大屠杀，以色列开始军事行动以来最严重的大规模平民伤亡事件发表了调查报告

## 伤亡
起初的报道称约有50人死亡，不久巴勒斯坦外交部称至少70人被打死，另有250人受伤。加沙走廊卫生部到达现场清理后统计，现场共计112人死亡，760人受伤。巴勒斯坦驻联合国大使里亚德·曼苏尔告诉记者死亡人数上升到122人，但他的说法还没有被证实。
北部当地的阿德万医院收治了约100名受到枪伤的人，以及12名死者。当地记者在医院看到大量的人受到枪伤，有的胸部中弹，有的下巴、肩膀中弹。另一所希法医院的护士负责人对半岛电视台的记者说，当天医院收治了大量受到枪伤的病人，他们大多上半部分躯干中弹。希法医院一名叫默罕默德的医生告诉记者，当天收治的176名伤者里，有142人受到枪伤，其余的34人为踩踏伤。

## 反应

### 巴勒斯坦
巴勒斯坦总统马哈茂德·阿巴斯把整起事件称为“以色列占领者”发动的“丑陋的屠杀”。巴勒斯坦民族权力机构强烈谴责对领取食物的难民开枪的行为。加沙地带卫生部称这是一起种族屠杀，并呼吁国际社会介入调查。
巴勒斯坦駐英國大使胡薩姆·佐姆洛特呼籲國際刑事法院採取行動，並表示“沉默就是共謀”。 巴勒斯坦民族倡議秘書長穆斯塔法·巴爾古提（Mustafa Barghouti）批評西方政府“與這些罪行同謀並允許它們發生”。 巴勒斯坦教會事務委員會主席拉姆齊‧庫裡（Ramzi Khoury）稱這次攻擊是“戰爭罪行史上前所未有的”。

### 以色列
以色列国家安全部长伊塔马尔·本-格维尔赞许了军方的行为，表示“我们必须对进入加沙作战的英雄们给予全力支持，他们对企图伤害他们的加沙暴民给予了出色的反击”。他还补充，正因为这个原因，以色列必须阻止类似物资运送的行为。
位于伦敦的以色列政府发言人艾隆·利维表示，对受到踩踏死亡的平民表示同情。
以色列国防军承诺对在加沙排队等待援助的巴勒斯坦人的死亡事件进行彻底和真实的调查，并否认故意伤害平民的指控。3月2日，以色列国防军发言人丹尼尔·哈加里（Daniel Hagari）少将表示将公布当日致命混战的调查结果，并说明「这是以色列进行的人道主义行动，有关故意袭击车队、故意伤害人员的说法毫无根据。」

### 国际社会
- 阿拉伯国家联盟：阿拉伯联盟秘书长艾哈迈德·阿布·盖特对以色列军队的屠杀行为表示谴责。[86]
- ：澳大利亚外交部长黄英贤表示，澳大利亚对发生在加沙的惨案以及人道灾难感到震惊。也正因如此，澳洲政府几个月来呼吁双方立刻停火。[87]
- 比利时：代理比利时副首相佩特拉·德叙特表示，比利时对这起屠杀表示震惊。[88]
- 巴西：巴西政府谴责这起屠杀，并表示以军的行为“无视人道与法律”。[89]
- 加拿大：加拿大外交部长赵美兰用“噩梦”形容这场屠杀，并呼吁双方停火。[90]
- 中华人民共和国：中华人民共和国外交部发言人毛宁表示，中国政府对该事件感到震惊并予以强烈谴责。敦促有关各方——特别是以色列——立即停火止战、切实保护平民安全、确保人道救援准入，避免更严重的人道主义灾难。[91][92]
- 哥伦比亚：哥伦比亚总统古斯塔沃·佩特罗表示，政府会停止从以色列购买任何武器。[93]并补充道，“就因为领取食物，造成一百多人死亡，这是种族屠杀行为，让我想起纳粹大屠杀”。
- 埃及：埃及政府谴责对难民开枪的行为。[88]
- 欧洲联盟：欧盟外交与安全政策高级代表何塞普·博雷利表示，以色列军方的行为严重违反国际人道法，这种行为是完全不可接受的。[55][94]
- 法國：法国政府表示对难民开枪是不可接受的。[95]总统马克龙表示，对加沙地区流出的画面感到愤慨。[31]
- 德国：德国外交部长安娜琳娜·贝伯克写道：加沙地区的报告让我感到震惊，以色列方面必须解释，这样的大规模射杀是如何发生的。[31]
- 伊朗：伊朗政府表示这是犹太复国主义者针对平民的野蛮袭击。[96]
- 義大利：意大利外交部长安东尼奥·塔亚尼表示，双方需要立刻停火，意大利强烈要求以色列保护加沙地区平民的安全，并查清事实和责任。[97]
- 约旦：约旦政府发布了一篇声明，谴责以色列占领军对巴勒斯坦平民发动的攻击。[88]
- 葡萄牙：時任葡萄牙外交部長若昂·戈麥斯·克拉維尼奧（葡萄牙語：João Gomes Cravinho）表示：“對加薩超過 100 人在等待接受援助時死亡深感震驚……我們再次呼籲立即緊急停火，並確保安全獲得人道主義援助，遵守規定國際法院臨時措施”[98]
- ：卡塔爾外交部發表聲明稱，“卡塔爾最強烈地譴責以色列佔領軍對等待人道主義援助抵達加薩的手無寸鐵的平民實施的令人髮指的屠殺。”[99]
- 沙烏地阿拉伯：沙烏地阿拉伯表示，它反對任何一方在任何情況下違反人道主義法的行為，並呼籲國際社會向以色列施壓，要求其為加薩地帶開放安全的人道主義走廊。[88]
- 西班牙：外交部長何塞·曼努埃爾·阿爾瓦雷斯（英语：José Manuel Albares）寫道，“加薩發生的事件令人無法接受，數十名巴勒斯坦平民在等待食物時死亡，這突顯了停火的緊迫性”。[100]
- 南非：南非国际关系与合作部表示，“南非譴責在尋求救生援助時對 112 名巴勒斯坦人進行的屠殺和數百人受傷。這一最新的暴行再次違反了國際法，也違反了國際法院具有約束力的臨時命令。”[101]
- 土耳其：土耳其外交部稱這次攻擊是危害人類罪，也是“以色列意圖消滅整個巴勒斯坦人口的證據”。[102]
- 阿联酋：阿聯酋外交部表示“強烈譴責以色列佔領軍對加薩走廊數千名巴勒斯坦居民的攻擊”。[31]
- 美国：美国当天在联合国安理会，以“一票否决权”否决了谴责以色列屠杀难民的声明。[103]美国国务院对死难者表示哀悼，发言人马修·米勒表示正在和以色列方面接触，敦促以方做出解释。[52]总统乔·拜登对记者表示，他看到两个不同版本报告，这将无可避免的使和谈复杂化。与埃及总统和卡塔尔元首的通话中，拜登形容这是一起悲惨的事故。[104][105]
- 葉門：也門稱這些殺戮構成“戰爭罪和對無辜人民的集體懲罰”。[88]

### 援助組織
聯合國秘書長安东尼奥·古特雷斯譴責了這一事件，並表示加薩城絕望的公民需要緊急幫助，包括聯合國在一周多以來無法提供援助的北部居民。 無國界醫生發表聲明：“我們認為以色列應對加薩地區，特別是北部地區普遍存在的極端貧困和絕望局勢負責，這導致了今天的悲劇事件。”  國際美慈組織（Mercy Corps）批評以色列“蓄意拒絕人道主義援助進入加薩城”，並表示“對加沙不必要的生命損失感到震驚，據報道，在加薩城的一次食品分發中至少有一百人死亡，多人受傷” 。

## 备注
1. ↑  以色列国防军曾指控哈马斯盗窃救助物资，但美国高级特使大卫·萨特菲尔德表示没有证据支持以色列的说法[24]
2. ↑  当天5:46太阳升起，事发时离太阳升起还有约一个半小时[54]

### 引用文献
- Marsi, Federica; Siddiqui, Usaid; Harb, Ali; Osgood, Brian. . Al Jazeera. 2024-02-29  [2024-02-29]. （原始内容存档于2024-03-01）.
- Yazbek, Hiba; Boxerman, Aaron. . The New York Times. 29 February 2024b  [2024-02-29]. ISSN 0362-4331. （原始内容存档于2024-02-29）.